# Madison (Mississippi)
Madison é uma cidade localizada no estado americano de Mississippi, no Condado de Madison.

## Demografia
Segundo o censo americano de 2000, a sua população era de 14.692 habitantes.
Em 2006, foi estimada uma população de 17.191, um aumento de 2499 (17.0%).

## Geografia
De acordo com o United States Census Bureau tem uma área de
35,5 km², dos quais 34,9 km² cobertos por terra e 0,6 km² cobertos por água. Madison localiza-se a aproximadamente 209 m acima do nível do mar.

## Localidades na vizinhança
O diagrama seguinte representa as localidades num raio de 24 km ao redor de Madison.